# Zakącie (województwo lubelskie)
Zakącie – wieś w Polsce położona w województwie lubelskim, w powiecie lubelskim, w gminie Borzechów.
W latach 1975–1998 miejscowość należała administracyjnie do województwa lubelskiego.
Wieś stanowi sołectwo gminy Borzechów. Według Narodowego Spisu Powszechnego z roku 2011 wieś liczyła 40 mieszkańców.